# Elezioni generali in Brasile del 2006
Le elezioni generali in Brasile del 2006 si tennero il 1º ottobre (primo turno) e il 29 ottobre (secondo turno) per l'elezione del Presidente e dei membri del Parlamento.

## Risultati
Elezioni presidenziali
| Candidati                 | Partiti                             | I turno    | I turno | II turno   | II turno |
| Candidati                 | Partiti                             | Voti       | %       | Voti       | %        |
| ------------------------- | ----------------------------------- | ---------- | ------- | ---------- | -------- |
| Luiz Inácio Lula da Silva | PT - PRB - PCdoB                    | 46 662 365 | 48,61   | 58 295 042 | 60,83    |
| Geraldo Alckmin           | PSDB - PFL                          | 39 968 369 | 41,64   | 37 543 178 | 39,17    |
| Heloísa Helena            | PSOL - PCB - PSTU                   | 6 575 393  | 6,85    |            |          |
| Cristovam Buarque         | Partito Democratico Laburista       | 2 538 844  | 2,64    |            |          |
| Ana Maria Rangel          | Partito Repubblicano Progressista   | 126 404    | 0,13    |            |          |
| José Maria Eymael         | Partito Socialdemocratico Cristiano | 63 294     | 0,07    |            |          |
| Luciano Bivar             | Partito Social-Liberale             | 62 064     | 0,06    |            |          |
| Totale                    | Totale                              | 95 996 733 | 100     | 95 838 220 | 100      |

Elezioni parlamentari
Camera dei deputati
| Liste                                             | Voti       | %     | Seggi |
| ------------------------------------------------- | ---------- | ----- | ----- |
| Partito dei Lavoratori                            | 13 989 859 | 15,01 | 83    |
| Partito del Movimento Democratico Brasiliano      | 13 580 517 | 14,57 | 89    |
| Partito della Social Democrazia Brasiliana        | 12 691 043 | 13,62 | 65    |
| Partito del Fronte Liberale                       | 10 182 308 | 10,93 | 65    |
| Partito Progressista                              | 6 662 309  | 7,15  | 42    |
| Partito Socialista Brasiliano                     | 5 732 464  | 6,15  | 27    |
| Partito Democratico Laburista                     | 4 854 017  | 5,21  | 24    |
| Partito Laburista Brasiliano                      | 4 397 743  | 4,72  | 22    |
| Partito Liberale                                  | 4 074 618  | 4,37  | 23    |
| Partito Popolare Socialista                       | 3 630 462  | 3,90  | 21    |
| Partito Verde                                     | 3 368 561  | 3,61  | 13    |
| Partito Comunista del Brasile                     | 1 982 323  | 2,13  | 13    |
| Partito Sociale Cristiano                         | 1 747 863  | 1,88  | 9     |
| Partito Socialismo e Libertà                      | 1 149 619  | 1,23  | 3     |
| Partito della Ricostruzione dell'Ordine Nazionale | 907 494    | 0,97  | 2     |
| Partito della Mobilitazione Nazionale             | 875 686    | 0,94  | 3     |
| Partito Laburista Cristiano                       | 806 662    | 0,87  | 4     |
| Partito Umanista di Solidarietà                   | 435 328    | 0,47  | 2     |
| Partito Socialdemocratico Cristiano               | 354 217    | 0,38  | –     |
| Partito Laburista del Brasile                     | 311 833    | 0,33  | 1     |
| Partito dei Pensionati della Nazione              | 264 682    | 0,28  | 1     |
| Partito Repubblicano Brasiliano                   | 244 059    | 0,26  | 1     |
| Partito Repubblicano Progressista                 | 233 497    | 0,25  | –     |
| Partito Social-Liberale                           | 190 793    | 0,20  | –     |
| Partito Rinnovatore Laburista Brasiliano          | 171 908    | 0,18  | –     |
| Partito Laburista Nazionale                       | 149 809    | 0,16  | –     |
| Partito Socialista dei Lavoratori Unificato       | 101 307    | 0,11  | –     |
| Partito Comunista Brasiliano                      | 64 766     | 0,07  | –     |
| Partito della Causa Operaia                       | 29 083     | 0,03  | –     |
| Totale                                            | 93 184 830 | 100   | 513   |

- Nel dicembre 2006 Partito Liberale e Partito della Ricostruzione dell'Ordine Nazionale daranno vita al Partito della Repubblica

Senato federale
| Liste                                             | Voti       | %     | Seggi |
| ------------------------------------------------- | ---------- | ----- | ----- |
| Partito del Fronte Liberale                       | 21 653 812 | 25,66 | 6     |
| Partito dei Lavoratori                            | 16 222 159 | 19,22 | 2     |
| Partito della Social Democrazia Brasiliana        | 10 547 778 | 12,50 | 5     |
| Partito del Movimento Democratico Brasiliano      | 10 148 024 | 12,03 | 4     |
| Partito Comunista del Brasile                     | 6 364 019  | 7,54  | 1     |
| Partito Democratico Laburista                     | 5 023 041  | 5,95  | 1     |
| Partito Progressista                              | 4 228 431  | 5,01  | 1     |
| Partito Laburista Brasiliano                      | 2 676 469  | 3,17  | 3     |
| Partito Socialista Brasiliano                     | 2 143 355  | 2,54  | 1     |
| Partito Verde                                     | 1 425 765  | 1,69  | –     |
| Partito Popolare Socialista                       | 1 232 571  | 1,46  | 1     |
| Partito Liberale                                  | 696 501    | 0,83  | 1     |
| Partito Rinnovatore Laburista Brasiliano          | 644 111    | 0,76  | 1     |
| Partito Socialismo e Libertà                      | 351 527    | 0,42  | –     |
| Partito Repubblicano Brasiliano                   | 264 155    | 0,31  | –     |
| Partito Socialista dei Lavoratori Unificato       | 196 636    | 0,23  | –     |
| Partito Sociale Cristiano                         | 131 548    | 0,16  | –     |
| Partito Laburista del Brasile                     | 69 923     | 0,08  | –     |
| Partito della Ricostruzione dell'Ordine Nazionale | 69 640     | 0,08  | –     |
| Partito Comunista Brasiliano                      | 62 756     | 0,07  | –     |
| Partito Socialdemocratico Cristiano               | 53 025     | 0,06  | –     |
| Partito Social-Liberale                           | 46 542     | 0,06  | –     |
| Partito Laburista Cristiano                       | 39 690     | 0,05  | –     |
| Partito della Causa Operaia                       | 27 476     | 0,03  | –     |
| Partito Umanista di Solidarietà                   | 24 940     | 0,03  | –     |
| Partito Repubblicano Progressista                 | 12 954     | 0,02  | –     |
| Partito della Mobilitazione Nazionale             | 12 925     | 0,02  | –     |
| Partito Laburista Nazionale                       | 11 063     | 0,01  | –     |
| Partito dei Pensionati della Nazione              | 2 969      | 0,00  | –     |
| Totale                                            | 84 383 805 | 100   | 27    |